# Muhammad Ali al-Husi
Muhammad Ali al-Husi (arab. محمد علي الحوثي, Muḥammad ʿAlī al-Ḥūthī; ur. w 1979) – jemeński wojskowy i polityk, od 6 lutego 2015 do 15 sierpnia 2016 przewodniczący Rady Rewolucyjnej.

## Przejęcie władzy
Muhammad Ali al-Husi jest jednym z czołowych działaczy szyickiego ruchu Huti, który po zakrojonej na szeroką skalę ofensywie, 22 stycznia 2015 dokonał zamachu stanu i wymusił rezygnację prezydenta Abd Rabbuha Mansura Hadiego. Po ponad dwóch tygodniach politycznego impasu i niejasnej sytuacji w obsadzie najważniejszych stanowisk rządowych, 6 lutego 2015 ruch Huti ogłosił rozwiązanie parlamentu i przejęcie pełni władzy nad krajem. Ogłoszono, że kompetencje parlamentu – Izby Reprezentantów – przejmuje Rada Rewolucyjna, która na przestrzeni tygodni wybierze Radę Prezydencką – kolegialną głowę państwa. Tego samego dnia Muhammad Ali al-Husi został ogłoszony przewodniczącym rady.
15 sierpnia 2016 Rada Rewolucyjna została rozwiązana, a jej kompetencje zostały przekazane Najwyższej Radzie Politycznej. Nowym liderem państwowym terenów kontrolowanych przez ruch Huti został Salih Ali as-Samad.